# بازرس کراس
بازرس کراس (به انگلیسی: Carland Cross) یک سریال انیمیشنی کانادایی جنایی-کارآگاهی است بر اساس سری کتاب‌های کامیک بلژیکیِ "ماجراهای کارلند کراس" دربارهٔ یک کارآگاه خصوصی بریتانیایی، که از سال ۱۹۹۶ تا ۱۹۹۷ از شبکه تله‌تون پخش شد.